# أهوان (تشكدان)
أهوان (بالفارسية: اهون) هي قرية تقع في إيران في هرمزغان. يقدر عدد سكانها بـ 820 نسمة بحسب إحصاء 2016.